# (36864) 2000 SO144
2000 SO144 (asteroide 36864) é um asteroide da cintura principal. Possui uma excentricidade de 0.16288670 e uma inclinação de 1.84362º.
Este asteroide foi descoberto no dia 24 de setembro de 2000 por LINEAR em Socorro.